# Thieux (Seine-et-Marne)
Thieux je francouzská obec v departementu Seine-et-Marne v regionu Île-de-France. V roce 2012 zde žilo 811 obyvatel.

## Poloha obce
Sousední obce jsou: Compans, Dammartin-en-Goële, Juilly, Le Mesnil-Amelot, Nantouillet, Saint-Mard, Saint-Mesmes a Villeneuve-sous-Dammartin.

## Vývoj počtu obyvatel
Počet obyvatel 